# József Horváth (Generalmajor)
József Horváth (* 10. Oktober 1931 in Balatonkiliti, Bezirk Tab, Königreich Ungarn) ist ein ehemaliger Offizier in der Volksrepublik Ungarn und zuletzt Generalmajor (Vezérőrnagy) im Innenministerium (Belügyminisztérium). Er war von 1985 bis 1990 im Innenministerium Leiter der Gruppe III/III Vorbeugung innerer Reaktionen und damit Chef der Inneren Abwehr. Er befasste sich insbesondere mit der Situation vor dem Zusammenbruch des Kádár-Regimes und des Kommunismus 1989/90.

## Leben

### Eintritt in Armee und Polizei sowie Volksaufstand 1956
József Horváth, Sohn von Anna Erzsébet Holicski, arbeitete bereits als Elfjähriger 1942 in einer Glasfabrik und von 1946 bis 1947 in der Manfred Weiss Stahl- und Metallwerke mbH (Weiss Manfréd Acél- és Fémművek). 1947 begann er eine Berufsausbildung zum Tischler, die er 1949 allerdings ohne Abschluss beendete. Stattdessen wurde er im März 1949 zum Militärdienst in das Heeresregiment Szombathely einberufen und absolvierte 1949 einen Einstellungskurs für das Innenministerium (Belügyminisztérium). Im Anschluss war er von 1949 bis 1955 Polizist auf Probe und nach dem Besuch eines dreimonatigen Lehrgangs in der Parteischule der Partei der Ungarischen Werktätigen MDP (Magyar Dolgozók Pártja) zwischen 1950 und 1951 Zugführer im Szombathely-Ausbildungsregiment. In der Folgezeit war er Wachkommandant in Győr und Mosonyi sowie daraufhin stellvertretender Politoffizier im Szombathely-Ausbildungsregiment sowie in einem Kampfbataillon. Nachdem er zwischen Februar und Dezember 1952 einen Lehrgang an der Schule für Grenzschutz und innere Sicherheit (Határőr és Belső Karhatalmi Tiszti Iskola) absolviert hatte, war er von 1952 bis 1954 Hilfsoffizier der internen Kampftruppen der Staatsschutzbehörde ÁVH (Államvédelmi Hatóság). Daraufhin fand er zwischen Februar und Juli 1954 Verwendung als Kompaniechef in dem in Budapest stationierten 1. Heeresregiment sowie von 1954 bis 1956 als  Offiziersausbilder in der Division der internen Kampftruppen des Innenministeriums, wobei er in dieser Funktion 1955 zum Oberleutnant (Főhadnagy) befördert wurde.
Horváth war zwischen Februar und dem 30. Oktober 1956 Kompaniechef des I. der Kampftruppen des Innenministeriums nahm während des Volksaufstandes (23. Oktober bis 4. November 1956) zwischen dem 23. und 29. Oktober 1956 an sechs Militäraktionen in verschiedenen Teilen von Budapest teil, ehe er am 3. November 1956 in das Nationalgefängnis X. Budapester Bezirk „Kőbánya“ in der Kozma-Straße gebracht wurde. Nachdem im Zuge der Niederschlagung des Volksaufstandes die Auflösung der bislang eigenständigen Staatsschutzbehörde ÁVH erfolgte und deren Aufgaben als Politische Polizei von der neuen Abteilung II Politische Ermittlungen (Politikai Nyomozó) vom Innenministerium übernommen wurden, wurde er zwischen dem 7. November und dem 10. Dezember 1956 zunächst dem 1. Budapester Regiment der revolutionären Streitkräfte und danach der Regierungsgarde des Innenministeriums zugeteilt. Nach seiner Beförderung zum Hauptmann (Százados) 1958 absolvierte er 1959 ein Studium an der Fakultät für Politikwissenschaft und Recht der Eötvös-Loránd-Universität und war im Anschluss von 1959 bis 1964 dem Leiter der Abteilung BM II/5 Verhinderung innerer Reaktionen (Belsőreakció-elhárítás) unterstellt, wobei er in dieser Funktion 1963 zum Major (Őrnagy) befördert wurde.

### Aufstieg zum Generalmajor und Leiter der Gruppe „Vorbeugung innerer Reaktionen“ im Innenministerium
Im August 1962 kam es zu einer neuerlichen Reorganisation der Staatsschutzaufgaben. Dabei wurde im Innenministerium die Abteilung II Politische Ermittlungen durch die Hauptgruppe BM III Staatssicherheit (Állambiztonsági) als die neue Organisation der politischen Polizei ersetzt. Innerhalb dieser Hauptgruppe wurden fünf Gruppen geschaffen, wobei József Galambos als erster Leiter der Hauptgruppe III Chef der Staatssicherheit blieb. Diese Organisation umfasste alle ungarischen Geheimdienste mit Ausnahme des militärischen Nachrichtendienstes (MNVK 2. Csoportfőnökség), der als Gruppe 2 dem Generalstab der Ungarischen Volksarmee MNVK (Magyar Néphadsereg Vezérkar) unterstellt war.
Horváth war von 1964 bis 1965 zunächst kommissarischer Bereichsleiter und nach dem Besuch der Marxismus-Leninismus-Abenduniversität von 1965 bis 1966 Bereichsleiter in der Unterabteilung BM III/III-4-a Verfahren gegen radikale Gegner (Radikális ellenzékiekkel szembeni eljárások). Anschließend fungierte er zwischen 1966 und 1970 als Leiter der Unterabteilung BM III/III-4-b Überwachung und Kontrolle von sektiererisch geltenden Parteimitgliedern, Trotzkisten und Pseudolinken (Szektásnak tekintett párttagok, trockisták és álbaloldaliak megfigyelése és ellenőrzése) und erhielt in dieser Position 1968 seine Beförderung zum Oberstleutnant (Alezredes). Er absolvierte von 1970 bis 1973 ein Studium an der Parteihochschule der KPdSU „Wladimir Iljitsch Lenin“, der höchsten politischen Ausbildungsinstitution der Kommunistischen Partei der Sowjetunion. Nach seiner Rückkehr fungierte er von 1973 bis 1981 als Leiter der Abteilung BM III/III-2 Ausschaltung und Bekämpfung jugendfeindlicher Elemente (Ifjúság körében tevékenykedő ellenséges elemek elhárítása). Zugleich war er von 1974 bis 1984 stellvertretender Leiter der Gruppe III/III Vorbeugung innerer Reaktionen (belsőreakció-elhárítás) und wurde als solcher 1975 zum Oberst (Ezredes) befördert. 1979 besuchte er einen zehnwöchigen Führungstrainingskurs an der Parteihochschule der Ungarischen Sozialistischen Arbeiterpartei MSZMP (Magyar Szocialista Munkáspárt). Nachdem er zwischen 1984 und 1985 erster stellvertretender Leiter der Gruppe III/III war, wurde er nach seiner Beförderung zum Generalmajor (Vezérőrnagy) 1985 schließlich selbst Leiter der Gruppe III/III Vorbeugung innerer Reaktionen und damit Chef der inneren Abwehr. Er besuchte in dieser Zeit 1986 noch einen zweimonatigen weiteren Führungstrainingskurs an der Parteihochschule der MSZMP und bekleidete die Funktion als Leiter der Gruppe III/III bis zu seinem Eintritt in den Ruhestand am 15. Januar 1990.

### Befassung mit dem Zusammenbruch des Kádár-Regimes und des Kommunismus 1989/90
Vor dem Niedergang des Kádár-Systems und des Zusammenbruchs des Kommunismus stellte er im Oktober 1987 auf einer Konferenz der Staatssicherheit fest, dass die gesellschaftliche Stimmung gereizt sei. In diesem Zusammenhang müsse man sehen, dass auch „die Suche nach einem neuen Weg zur sozialistischen Demokratie gehört, andererseits wird es auch möglich sein, extreme Meinungen offen zu vertreten […] Wir müssen uns auch darauf vorbereiten, dass für die Kontrolle der qualifizierten, die Gesellschaft beeinflussenden Zielpersonen auch dann Bedarf bestehen wird, wenn sie als politisch tragbare Opposition bezeichnet werden.“ Horváths Äußerung ist deshalb bemerkenswert, weil zu dieser Zeit noch nicht offen über eine ‚politisch tragbare Opposition‘ in der Öffentlichkeit gesprochen wurde. Der MSZMP war jedoch schon klar, dass die Duldung einer solchen Gruppe in der Politik nicht zu vermeiden sein würde. Bezeichnenderweise gibt es seitens der Staatssicherheit keine Hinweise, die auf Versuche einer orthodoxen Restauration hindeuten. Horváth und seine Genossen verstanden sich als Werkzeug der Partei, und von der höchsten Parteiführung kam kein einziges Signal, das einen Wunsch zur Bremsung der Reformen bedeutet hätte. Ganz im Gegenteil: Ab Januar 1989 begann die Staatssicherheit auch mit der Observierung der ‚linken‘, d. h. orthodoxen und damit unzufriedenen Parteimitglieder. Diese Maßnahme ist insofern ein Unikum, als jegliche Kontrolle der Parteimitglieder die Einwilligung des Leiters ihrer Parteiorganisation voraussetzte – eine Maßnahme des MSZMP-Generalsekretärs János Kádár, um eine Verselbständigung der Staatssicherheit gegenüber der Partei zu verhindern. Nicht nur die Politiker des ZK, sondern auch die Führung der Staatssicherheit hatte zu dieser Zeit den Glauben an den Kommunismus verloren. Horváth sagte während einer Versammlung von Parteiaktivisten am 25. Januar 1988 offen, dass die Verwirklichung einer kommunistischen Gesellschaft als Programm irreal sei. Mit anderen Worten war dies das Eingeständnis, dass die MSZMP über kein realisierbares Programm verfügte: „Wir müssen auch sehen, dass dieser Zustand [also der Kommunismus] nicht nur in unserem Leben, sondern auch während des Lebens unserer Enkelkinder nicht in Erfüllung gehen wird. Bei der Ausrufung der Diktatur des Proletariats wollten wir die Aufgabe vieler Generationen mit einer Husarenattacke verwirklichen, rannten nach vorne und besetzten Gebiete, die wir nicht halten konnten. Gesellschaftliche Entwicklungen haben ihre Regeln, leider arbeiteten wir manchmal aus gutem Willen dagegen.“
Die verunsicherten Offiziere der Staatssicherheit ahnten auch, dass das plötzliche Desinteresse der MSZMP an ihrer Arbeit auch die Gefahr in sich barg, dass die bisher gerne genutzte Organisation nun als Sündenbock auf dem Altar der politischen Umwälzung geopfert werden würde. Auf der Parteikonferenz vom 6. November 1989 hielt Horváth bereits seine Rede im Zeichen der Koalitionsregierung: „Es liegt in unserem Interesse, die totale Parteiunabhängigkeit der Dienste zu sichern, ein Dienstverhältnis muss also die Parteizugehörigkeit ausschließen. Um unsere Unabhängigkeit und Objektivität vor der Gesellschaft glaubwürdig zu machen, müssen wir dieses Opfer erbringen […]. Es ist wichtig, dass wir mit unseren Mitteln die Konsolidierung erleichtern, denn die politische Führung ist leider nicht in der Lage, mit dem notwendigen Gewicht aufzutreten und die gesellschaftliche Lage zu beeinflussen.“ Am 9. November 1989 wurde auch in der Staatssicherheit die Anrede ‚Herr‘ anstelle von ‚Genosse‘ eingeführt. Die Staatssicherheit konnte auf den Wandel allerdings nicht flexibel reagieren. Das Äußerste, wozu sie sich in der Lage zeigte, war die Anpassung an die jeweils entstandene Situation. Horváth und seine Genossen erarbeiteten zwar zahlreiche Entwürfe zur Transformation der Staatssicherheit, die Politik zeigte jedoch an diesen Memoranden kein Interesse. So agierte die Staatssicherheit in einem luftleeren Raum. In seinen 1991 erschienenen Memoiren A „kísértet“ fogaságában (dt.: In der Gefangenschaft des ‚Geistes‘) gab er zu, dass die Gründung aller Parteien eigentlich die Aufgabe der Staatssicherheit gewesen wäre, dies jedoch bei den neuen nicht gelang, womit letztlich die in der Vergangenheit übliche Unterwanderung von Organisationen mit inoffiziellen Mitarbeitern gemeint war.

## Veröffentlichung
- A „kísértet“ fogaságában, Memoiren, Budapest 1991

## Hintergrundliteratur
- Militär und Staatssicherheit im Sicherheitskonzept der Warschauer-Pakt-Staaten, 2010, ISBN 978-3-86153-610-9 (Onlineversion (Auszug))